# Liassocorixa
Liassocorixa is een geslacht van wantsen uit de familie van de Corixidae (Duikerwantsen). Het geslacht werd voor het eerst wetenschappelijk beschreven door Popov, Dolling & Whalley in 1994.

## Soorten
Het genus is monotypisch en bevat alleen de volgende soort:

- Liassocorixa dorsetica Popov et al., 1994